# Alexander von Gentzkow
Alexander Felix Ludwig Zabel von Gentzkow (* 30. April 1841 in Grzywna, Landkreis Thorn; † 1. August 1910 in Charlottenburg) war ein preußischer Generalmajor.

## Leben
Er stammt aus dem Stargarder Uradelsgeschlecht Gentzkow. Nach dem Schulbesuch schlug er die preußische Militärlaufbahn ein und avancierte bis in den Rang eines Generalmajors. Verheiratet war er seit 1887 mit Marie Victoria Wegner (* 1866). Die Autorin Liane von Gentzkow war ihre Tochter.
Gentzkow führte als Kommandeur die Vereinigte Artillerie- und Ingenieurschule in Berlin vom 27. Januar 1892 bis zum 15. März 1893.